# La Corona (Montsec)
La Corona és el pic més alt del Serrat de la Corona a 1.566,5 msnm d'altitud. És entre les comarques de la Noguera i el Pallars Jussà, entre els termes municipals d'Àger i Sant Esteve de la Sarga. És a prop del Graller d'Alsamora, al sud-sud-oest del poble d'Alsamora.